# Diplocolenus admistus
Diplocolenus admistus är en insektsart som beskrevs av Logvinenko 1966. Diplocolenus admistus ingår i släktet Diplocolenus och familjen dvärgstritar. Inga underarter finns listade i Catalogue of Life.